# Barrio de Boyecha
Barrio de Boyecha är en ort i Mexiko, tillhörande kommunen Jocotitlán i den nordvästra delen av delstaten Mexiko. Orten hade 1 130 invånare vid folkräkningen 2010.